# Quantrill il ribelle
Quantrill il ribelle (Quantrill's Raiders) è un film del 1958 diretto da Edward Bernds.
È un film western statunitense con Steve Cochran, Diane Brewster e Leo Gordon. È ambientato in Kansas nel 1863 e vede come personaggi i predoni di Quantrill (in inglese "Quantrill's Raiders"), una banda di criminali realmente esistita capeggiata da William Clarke Quantrill e attiva durante la guerra di secessione americana.

## Trama
Durante la Guerra Civile americana, il capitano confederato Alan Westcott riceve l’incarico segreto di contattare William Clarke Quantrill, famigerato leader di un gruppo di guerriglieri sudisti, e consegnargli un ordine: distruggere un deposito di armi dell’Unione a Lawrence, Kansas. Per portare a termine la missione, Westcott si finge un ex soldato unionista convertito al commercio di cavalli e si infiltra nella tranquilla cittadina di Lawrence. Qui trova alloggio nella pensione gestita dalla gentile Sue Walters e fa amicizia con il suo giovane nipote Joel, suscitando simpatia nella donna e affetto nel ragazzo. Con il passare dei giorni, Westcott si affeziona alla comunità, scoprendo quanto sia distante dalla brutalità e dal cinismo incarnati da Quantrill e dalla sua banda. Quantrill, infatti, è un comandante imprevedibile e feroce, spinto più dalla sete di bottino e vendetta che da un’autentica causa politica. La sua compagna, la sensuale e risoluta Kate, si trova spesso al centro della sua ira, sopportando le esplosioni di violenza del fuorilegge. Quando Westcott apprende che le armi sono già state portate via dalla cittadina, cerca di fermare l’attacco, ma Quantrill ha altri piani. Determinato ad assaltare Lawrence comunque, il capo guerrigliero minaccia di passare sopra a chiunque si metta tra lui e il suo obiettivo. Westcott si trova così di fronte a un dilemma morale: deve restare fedele agli ordini, o proteggere gli innocenti che ha imparato ad amare? Mentre l’attacco si avvicina, la tensione tra Westcott e Quantrill cresce fino a diventare un inevitabile scontro tra due uomini con visioni opposte della guerra e dell'onore. In uno scenario dominato da cavalcate, inseguimenti e confronti armati, la linea tra eroe e fuorilegge si fa sempre più sottile.

## Produzione
Il film, diretto da Edward Bernds su una sceneggiatura e un soggetto di Polly James, fu prodotto da Ben Schwalb per la Allied Artists Pictures e girato da fine ottobre all'inizio di novembre 1957.

## Distribuzione
Il film fu distribuito con il titolo Quantrill's Raiders negli Stati Uniti dal 27 aprile 1958 al cinema dalla Allied Artists Pictures.
Altre distribuzioni:
- in Italia nel 1959 (Quantrill il ribelle)
- in Austria nel maggio del 1959 (Die Kanaille von Kansas)
- in Germania Ovest il 22 maggio 1959 (Die Kanaille von Kansas)
- in Finlandia il 24 luglio 1959 (Kuolema ratsastaa kaupunkiin)
- in Brasile (Emboscada Heróica)
- in Grecia (I epidromi tis prasinis maskas)
- in Francia (Les pillards du Kansas)

## Critica
Secondo il Morandini il film "vola basso con qualche frullo d'ali qua e là".

## Promozione
Le tagline sono:
- ...rode like hellions, hid like ghosts, killed like wolves!
- The Hell-Horde they called The Butcher's Battalion!
- The West's infamous wolf-pack raiders... a hundred renegades who scorched the land with a thousand crimes!
- The peak of fury! The shock-hot sage of night-riding terror!
- Led by the maverick Quantrill and the infamous woman known as Kate! Ravishing each helpless town... disappearing into the night!